# Cananéia
Cananéia è un comune del Brasile nello Stato di San Paolo, parte della mesoregione del Litoral Sul Paulista e della microregione di Registro.

## Geografia
È il comune più meridionale dello Stato. Sul suo territorio si trova la Ilha do Cardoso, isola di grande interesse naturalistico interamente all'interno di un Parco Statale.